# أسو ألمباييف
أسو أبايولي ألمباييف (بالقازاقية: Асу Абайұлы Алмабаев؛ مواليد 25 يناير 1994) هو مُقاتل فنون قتالية مختلطة كازاخي.

## وصلات خارجية
- أسو ألمباييف على موقع يو إف سي (الإنجليزية)
- أسو ألمباييف على موقع شيردوغ (الإنجليزية)
- أسو ألمباييف على موقع Tapology.com (الإنجليزية)
- أسو ألمباييف على موقع إي إس بي إن (الإنجليزية)